# Basketball Champions League Américas
A Basketball Champions League Américas (BCLA), ou simplesmente Champions League Américas, é uma competição internacional de basquetebol masculino entre clubes da América do basquete FIBA. É realizada em caráter anual, tendo a organização da FIBA Américas. 

## História e formato da competição
A Champions League Américas foi lançada no dia 21 de setembro de 2019, na cidade de Montevideo, Uruguai. A competição irá laurear o melhor time de basquete das Américas (exceto EUA e Canadá) e substituir a Liga das Américas como principal e maior competição entre clubes do basquete FIBA do continente americano. O vencedor disputa o Campeonato Mundial Interclubes de Basquete (Copa Intercontinental), juntamente com os campeões das outras regiões do mundo. A princípio, o torneio contará com 12 participantes, mas nas próximas edições o número poderá aumentar.
O formato da competição consiste em as 12 equipes participantes divididas em quatro grupos de três times na primeira fase, com duelos nas respectivas casas de cada time. Os dois primeiros colocados de cada chave avançarão às quartas de final, que serão decididas em séries melhor de três, assim como a semifinal e a grande final.

## Campeões

### Títulos por clube
| Clube             | Título                          | Vice                           | 3.º lugar                      | 4.º lugar             |
| ----------------- | ------------------------------- | ------------------------------ | ------------------------------ | --------------------- |
| Flamengo          | 3 (2020–21 e 2024–25 e 2025-26) | 3 (2019–20, 2022–23 e 2023-24) | —                              | —                     |
| Quimsa            | 2 (2019–20 e 2023-24)           | —                              | —                              | 2 (2021–22 e 2022–23) |
| Franca            | 1 (2022–23)                     | —                              | 1 (2024–25)                    | —                     |
| São Paulo         | 1 (2021–22)                     | —                              | —                              | 1 (2020–21)           |
| Real Estelí       | —                               | 1 (2020–21)                    | —                              | —                     |
| Club Biguá        | —                               | 1 (2021–22)                    | —                              | —                     |
| Boca Juniors      | —                               | 1 (2024–25)                    | —                              | —                     |
| Minas             | —                               | —                              | 3 (2020–21, 2021–22 e 2022–23) | —                     |
| San Lorenzo       | —                               | —                              | 1 (2019–20)                    | —                     |
| Halcones Xalapa   | —                               | —                              | 1 (2023–24)                    | —                     |
| Instituto Córdoba | —                               | —                              | —                              | 2 (2019–20 e 2024–25) |
| Hebraica y Macabi | —                               | —                              | —                              | 1 (2023–24)           |

### Títulos por país
| País      | Título | Vice | 3.º lugar | 4.º lugar |
| --------- | ------ | ---- | --------- | --------- |
| Brasil    | 5      | 2    | 4         | 1         |
| Argentina | 2      | 1    | 1         | 4         |
| Uruguai   | —      | 1    | —         | 1         |
| Nicarágua | —      | 1    | —         | —         |
| México    | —      | —    | 1         | —         |

## MVPspor edição
- 2019-20 –  Brandon Robinson ( Quimsa)
- 2020-21 –  Rafael Hettsheimeir ( Flamengo)
- 2021-22 –  Bruno Caboclo ( São Paulo)
- 2022-23 –  Lucas Mariano ( Franca)
- 2023-24 –  Brandon Robinson ( Quimsa)